# Рамзі Салех
Рамзі Соліман Ахмед Салех (араб. رمزي صالح; нар. 8 серпня 1980, Каїр, Єгипет) — палестинський футболіст, воротаря єгипетського клубу «Ель-Гуна». Завдяки виступам у національній збірній Палестині у сезоні 2005/06 років отримав запрошення на перегляд до «Шеффілд Юнайтед», проте перегляд завершився невдачею, оскільки Рамзі так і не зміг отримати дозволу на працевлаштування у Великій Британії. Афганістану. Серед усіх палестинських футболістів зіграв найбільше поєдинків у футболці національної збірної.

## Ранні роки
Салех народився в єгипетському Каїрі. Його батько — палестинець, мати — єгиптянка. У 10-річному віці Салех разом з родиною переїхав до Джидди, де виступав на юнацькому рівні за «Аль-Іттіхад». Проте коли батько Рамзі завершив футбольну кар'єру родина повернулася до Сектору Гази. А в 1999 році Салех підписав контракт з місцевим клубом «Шабаб» (Джебалія). А з наступного року почав викликатися до складу національної збірної, де швидко став ключовим воротарем та здійснив декілька визначальних для команди сейвів.

## Клубна кар'єра

### Перехід до «Аль-Аглі»
Після 3-денного перегляду в складі одного з грандів єгипетського футболу, «Аль-Аглі», «Шабаб» (Джебалія) вирішив піти на зустріч гравцеві та розірвати контракт. Декілька місяців був другим воротарем команди, не отримуючи ігрової практики в офіційних матчах, але після низки помилок у виконанні Аміра Абдельхаміда отримав шанс вийти в стартовому складі свого клубу. Вперше в складі «Аль-Аглі» вийшов на поле в поєдинку 20-о туру сезону 2008/09 років проти «Ісмайлі». В наступному, нічийному (2:2) поєдинку проти «Асьют Петролеум», Салех став одним з найкращих гравців матчу, здійснив декілька сейвів та допоміг каїрському клубу здобути очко. На знак визнання вдалої гри палестинського голкіпера Єгипетська Прем'єр-ліга нагородила його званням Найкращого гравця березня. У сезоні 2008/09 років Салех допоміг «Аль-Аглі» завоювати черговий чемпіонський титул, після мінімальної перемоги (1:0) у 20-у турі  над «Ісмайлі» у серії плей-оф.
Після того, як напередодні початку сезону 2009/10 років отримав травму, Рамзі Салех побачив, що його позиція переходить до ще юного Ахмеда Аделя. А під час зимового трансферного вікна тренер Хоссам Аль-Бадрі вирішив підсилити воротарську позицію, запросивши Шеріфа Екрамі. Наприкінці сезону Рамзі вирішив залишити клуб, скориставшись правилом Босмана.

### «Аль-Меррейх»
На початку сезону 2009/10 років Рамзі отримав серйозну травму, внаслідок якої пропутив і весь наступний сезон. В результаті його місце в команді зайняв воротар молодіжного складу «Аль-Аглі» Ахмед Адель. Під час зимового трансферного вікна каїрський клуб придбав Шеріфа Екрамі, внаслідок чого Салех став вже третім воротарем команди. Ситуації для Рамзі була настільки поганою, що його почали ставити на позицію нападника, а в одному з контрольних матчів він навіть відзначився голом. Після довгих роздумів Рамзі вирішив залишити клуб, оскільки підозрював, що може стати частиною трансферу Мохаммеда Нагі до Червоного замку, проте угода в останній момент зірвалася й Салеха виключили з цього договору. Поки національна збірна перебувала в Судані Салех звернувся до президента «Аль-Меррейху» Гамаля аль-Валі про можливість виступати за суданський клуб. Не маючи будь-яких інших варіантів працевлаштування Салех дав принципову згоду виступати за Червоних дияволів. У наступні тижні Рамзі отримав пропозиції приєднатися до «Александрія Юнайтед», «Смухи», «Замалека» та «Аль-Хіляла» (Ріяд), але змушений був відмовився від цих пропозицій, заявивши, що йому доведеться зберігати вірність своєму слову. Салех підписав дворічний контракт на суму 1 мільйон доларів. Проте під час виступів в «Аль-Меррейху» Салех або не потрапляв до складу, або був травмований. Після трьохтижневої відсутності, Салех повернувся до стартового складу «Аль-Меррейха», щоб зустрітися з «Аль-Хілялом» у вирішальному поєдинку сезону. «Аль-Меррейх» поступився з рахунком 1:3, а Рамзі був освистаний вболівальниками власного клубу.
У міжсезонний період «Аль-Меррейх» запросив колишнього тренера «Аль-Аглі» Хоссама Аль-Бадрі, Салех же полегшив цей перехід. Незважаючи на це, Аль-Бадрі вирішив придбати Ессама Ель-Хадарі з Замалеку за 700 000 доларів. Через велику зарплату та небажання Рамзі сидіти на лаві для запасних, «Аль-Меррейх» вирішив розірвати з ним контракт.

### «Смуха»
18 грудня 2010 року «Замалек» оголосив про підписання 2,5-річного контракту з палестинським воротарем. Угода, тим не менше, через декілька днів після цього зірвалася, оскільки обидві сторони не змогли погодити пакет фінансових компенсацій. 4 січня 2010 року Рамзі Салех підписав 18-місячний контракт з «Харас Ель-Ходуд». Однак через декілька днів ця угода була скасована, також через фінансові проблеми, гравець пізніше з'ясував, що його два контракти були розірвані через те, що його колишній агент надіслав повідомлення двом клубам, попереджаючи їх про травму, яку Салех зазнав ще в 1998 році, яка все ще впливає на його гру. Пізніше він подякував тренерському штабу «Хараса Ель-Ходуда» за чесність з ним і керівництвом Замалека за відмову розповсюджувати інформацію про його травму, й за те, що вони не поставили під загрозу майбутнє футболіста.
Рамзі Салех вирішив працювати зі своїм ACL, щоб з'ясувати будь-які проблеми, які потенційні клуби можуть мати при підписанні контракту з ним. Операція була проведена в Німеччині в лютому 2011 року тими ж лікарями, які зробили ту саму ж процедуру на коліні Ахмада Хасана. Внаслідок операції Рамзі пропустив решту сезону 2010/11 років та поєдинки кваліфікації Чемпіонату світу 2014 проти Афганістану та Таїланду. 28 липня 2011 року було оголошено, що Салех підписав 3-річний контракт зі «Смухою» на суму 2 мільйони єгипетських фунтів. Але й тут боровся з травмами та їх наслідками, через що в Прем'єр-лізі за два сезони провів усього 19 матчів.

### Подальша кар'єра
Сезон 2014/15 років провів в «Аль-Ассіуті Спорт», за який зіграв 6 матчів у чемпіонаті Єгипту. У 2015 році перейшов до «Аль-Масрі», де став основним гравцем. У сезоні 2015/16 років зіграв 29 матчів у єгипетській прем'єр-лізі, проте наступного сезону за команду не провів жодного офіційного поєдинку. У 2018 році перейшов до «Ель-Гуни».

## Кар'єра в збірній
Викликався до олімпійської збірної Палестини з футболу. Вперше футболку національної збірної Палестини одягнув у 2000 році. Салех виступав у кожній кваліфікації чемпіонату світу (2002—2014), допоки травма не завадила йому зіграти у попередніх раундах кваліфікації чемпіонату світу 2014 року проти Афганістану та Таїланду. Загалом за палестинську збірну зіграв 107 матчів.

## Досягнення

### Національні
«Аль-Іттіхад»
- Професіональна ліга Саудівської Аравії
  -  Чемпіон (1): 1999

- Кубок Саудівської федерації футболу
  -  Володар (1): 1999

«Аль-Аглі»
- Прем'єр-ліга Єгипту
  -  Чемпіон (2): 2008/09, 2009/10

- Суперкубок Єгипту
  -  Володар (1): 2008

### Міжнародні
«Аль-Іттіхад»
- Кубок володарів кубків АФК
  -  Володар (1): 1999

- Клубний кубок чемпіонів Перської затоки
  -  Володар (1): 1999

«Аль-Аглі»
- Ліга чемпіонів КАФ
  -  Володар (1): 2008

- Суперкубок КАФ
  -  Володар (1): 2009

### Збірні
- Володар Кубка виклику АФК: 2014